# 1998年冬季残疾人奥林匹克运动会南非代表团
1998年冬季残疾人奥林匹克运动会南非代表团是南非派出的1998年冬季残疾人奥林匹克运动会代表团。未获得奖牌。